# Nomineringsgrupper i Svenska kyrkan
En nomineringsgrupp är en sammanslutning kandidater till något av de direktvalda beslutande organen inom Svenska kyrkan. Nomineringsgrupperna motsvarar i mångt och mycket politiska partier i sekulära val. För att få kandidera i något av de direkta kyrkliga valen inom Svenska kyrkan måste man vara nominerad av en nomineringsgrupp.
Svenska kyrkan har länge varit statskyrka och dess organisation har utformats efter den offentliga förvaltningen. Under statskyrkotiden gick därför valen i Svenska kyrkan till på ungefär samma sätt som kommunal, landstings och riksdagsval och med i huvudsak samma kandiderande partier som i dessa val.
Vid statens skiljande från kyrkan år 2000 frångick man termen "parti" till förmån för termen "nomineringsgrupp". De sekulära partierna fortsatte dock att kandidera, nu som nomineringsgrupper. Sekulära partier har undan för undan lämnat kyrkan, men då ersatts av nomineringsgrupper med mer eller mindre tydlig ideologisk koppling till sitt ursprungliga parti. Dessa är dock självständiga från sina moderpartier. Det har även tillkommit flera nomineringsgrupper som i huvudsak orienterar sig efter kyrkliga frågor.
Motsvarande begrepp i Finland är valförening.

## Nomineringsgrupper i kyrkomötet
Kyrkomötet är Svenska kyrkans högsta beslutande organ. Här följer en presentation av de nomineringsgrupper som finns representerade där under respektive mandatperiod. Det finns även en mängd regionala och lokala nomineringsgrupper.
De partipolitiskt obundna grupperna beskrivs här kortfattat, för att de kan antas vara mer okända än de politiska partierna.
I parentes anges skillnad i mandat jämfört med föregående val.

### Kyrkomötet 2010–2013

#### Partipolitiska grupper
Dessa nomineringsgrupper utgörs av politiska partier som också ställer upp i riksdagsval.
- Arbetarepartiet - Socialdemokraterna (S). 71 mandat.
- Centerpartiet (C). 34 mandat.
- Moderata samlingspartiet (M). 41 mandat.
- Seniorpartiet (SPI). 1 mandat.
- Sverigedemokraterna (SD). 7 mandat, under namnet Fädernas kyrka.[2]

#### Avknoppningar från politiska grupper
Vissa politiska partier som tidigare ställt upp som nomineringsgrupper i kyrkovalet har slutat med detta. Personer som var kyrkopolitiskt aktiva för dessa grupper har då bildat nya oberoende nomineringsgrupper. I dessa ingår även personer som inte är aktiva i respektive politiskt parti. Avknoppningarna är helt självständiga från sina moderpartier.
- Fria liberaler i Svenska kyrkan (FiSK). 13 mandat. Hette före 2012 Folkpartister i Svenska kyrkan (FiSK).[3]
- Kristdemokrater i Svenska kyrkan (KR).[4] 18 mandat.
- Miljöpartister i Svenska kyrkan (MPSK). 8 mandat.
- Vänstern i Svenska kyrkan (ViSK). 3 mandat. [5] Befrielseteologisk och kristenfeministisk profil. [6]

#### Rent kyrkliga grupper
För beskrivning av grupperna, se under rubriken ”kyrkomötet 2014–2017” ovan.
- POSK - Partipolitiskt obundna i Svenska kyrkan (POSK). 33 mandat.
- Frimodig kyrka (FK). 13 mandat.
- Öppen kyrka – en kyrka för alla (ÖKA). 8 mandat.

#### Regionala grupper
- Kyrklig samverkan i Visby stift (KSV). 1 mandat.

### Kyrkomötet 2014–2017

Mandatfördelning 2013–2017, nomineringsgrupperna sorterade i block.

Alla nomineringsgrupper från 2009 års kyrkoval kandiderade till kyrkomötet 2013, förutom Moderata samlingspartiet. Istället hade Borgerligt alternativ bildats.

#### Partipolitiska grupper
Dessa nomineringsgrupper utgörs av politiska partier som också ställer upp i riksdagsval.
- Arbetarepartiet - Socialdemokraterna (S). 73 (+2) mandat.
- Centerpartiet (C). 30 (-4) mandat.
- Sverigedemokraterna (SD). 15 (+8) mandat.

Seniorpartiet (SPI) förlorade sitt mandat i valet, och kom därmed inte in i kyrkomötet.

#### Avknoppningar från politiska partier
- Borgerligt alternativ (BA). 31 mandat (Moderaterna fick 41 mandat 2013). Gruppen har anknytning till moderat politik och bildades när Moderaterna beslutade att lämna kyrkopolitiken.[8]
- Fria liberaler i Svenska kyrkan (FiSK). 8 (-5) mandat. Tidigare kallad Folkpartister i Svenska kyrkan.
- Kristdemokrater i Svenska kyrkan (KR).[4] 12 (-6) mandat.
- Miljöpartister i Svenska kyrkan (MPSK). 12 (+4) mandat.
- Vänstern i Svenska kyrkan (ViSK). 6 (+3) mandat. [5] Befrielseteologisk och kristen feministisk profil. Bildad 2004. [6]

#### Rent kyrkliga grupper
- Frimodig kyrka (FK). 12 (-1) mandat. Vill ha en kyrka "med Jesus i centrum", "med kärlek till Guds ord" och "fri från partipolitik". [9] Bildad 2005.

- POSK - Partipolitiskt obundna i Svenska kyrkan (POSK). 38 (+5) mandat. Har som huvudfrågor 2017: "Bryt partipolitiseringen", "Mångfald och respekt" samt "Kyrkomusikens kraft". [10]

- Öppen kyrka – en kyrka för alla (ÖKA). 11 (+3) mandat. Lyfter fram "allas lika värde", "en modern kyrka", "lättillgänglighet" och "hjälp att hjälpa". [11] Bildad 2001.[12]

#### Regionala grupper
- Kyrklig samverkan i Visby stift (KSV). 1 (-) mandat.

Skanör Falsterbo Kyrkans Väl ställde upp i Lunds stift, men vann inga mandat.

### Kyrkomötet 2018–2021

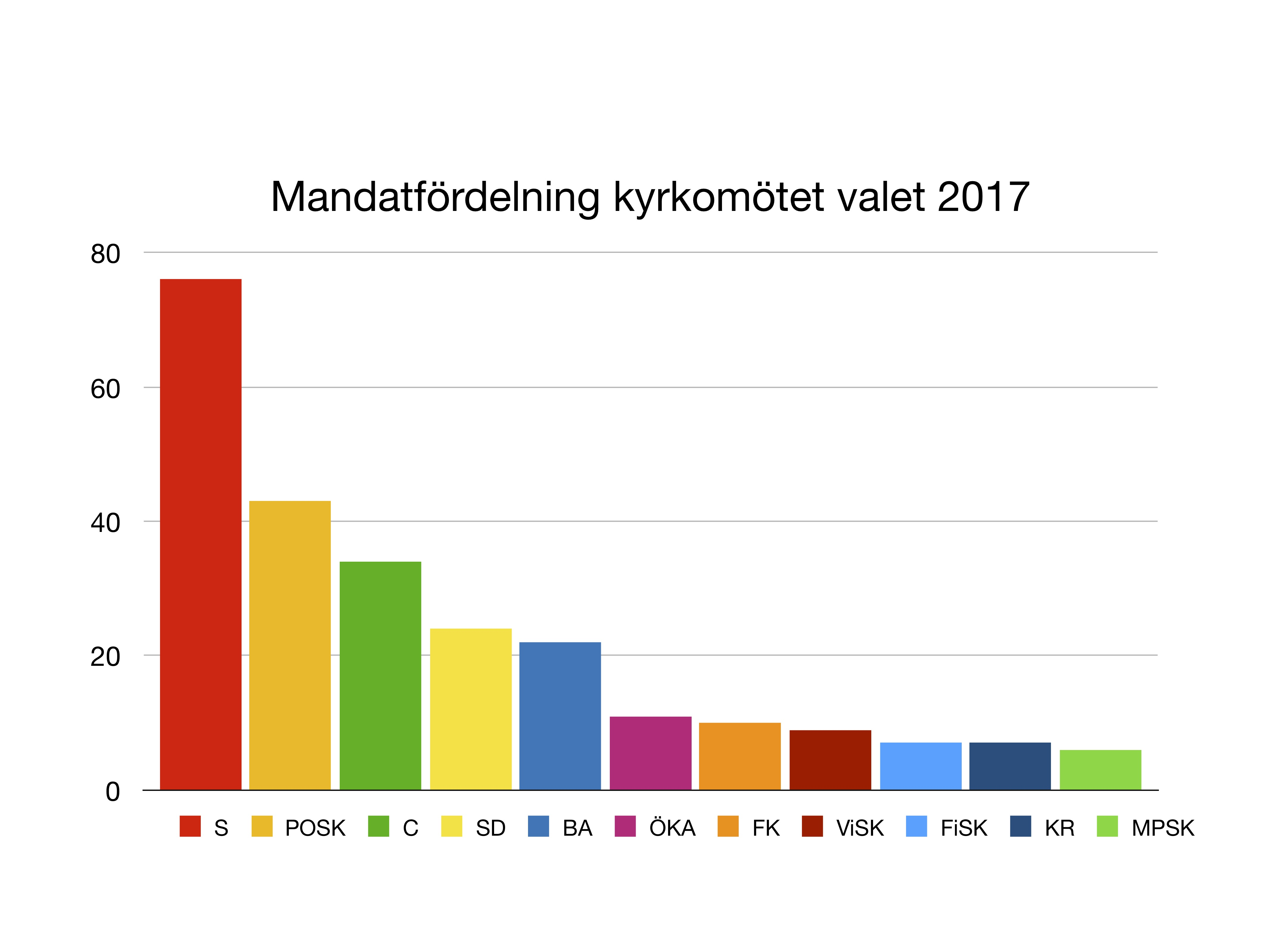
Mandatfördelning 2018-2021

#### Partipolitiska grupper
Dessa nomineringsgrupper utgörs av politiska partier som också ställer upp i riksdagsval.
- Arbetarepartiet - Socialdemokraterna (S). 76 (+3) mandat.
- Centerpartiet (C). 34 (+4) mandat.
- Sverigedemokraterna (SD). 24 (+9) mandat.

#### Avknoppningar från politiska partier
- Borgerligt alternativ (BA). 22 (-9) mandat.
- Fria liberaler i Svenska kyrkan (FiSK). 7 (-1) mandat.
- Kristdemokrater i Svenska kyrkan (KR). 7 (-5) mandat.
- Miljöpartister i Svenska kyrkan (MPSK). 6 (-6) mandat.
- Vänstern i Svenska kyrkan (ViSK). 9 (+3) mandat.

#### Rent kyrkliga grupper
- Frimodig kyrka (FK). 10 (-2) mandat.

- POSK - Partipolitiskt obundna i Svenska kyrkan (POSK). 43 (+5) mandat.

- Öppen kyrka – en kyrka för alla (ÖKA). 11 (+-0) mandat.

## Övriga grupper med mandat i stiftsfullmäktige
Grupper som utöver grupperna i kyrkomötet har mandat i stiftsfullmäktige.

### Stiftsfullmäktige 2010–2013
- Lunds stift: Ungdomslistan i Lunds stift, 1 mandat.
- Karlstads stift: Ung i kyrkan, 2 mandat.
- Stockholms stift: Kyrkans Bästa i Stockholms stift, 1 mandat.

## Bildande av nomineringsgrupp
För att få bilda en nomineringsgrupp måste man ansöka om att få bildas och man måste ha ett visst stöd från de röstberättigade. Stödet bekräftas genom att samla in namnunderskrifter från de röstberättigade.
Inför kyrkovalet 2013 gäller följande:
Det krävs minst
- 10 röstberättigade personers stöd för val på lokal nivå (kyrkofullmäktige)
- 100 röstberättigade personers stöd för val på regional nivå (stiftsfullmäktige)
- 300 röstberättigade personers stöd för val på nationell nivå (Kyrkomötet)

För nomineringsgrupper som ställer upp på lokal eller regional nivå måste ansökan, tillsammans med namnunderskrifterna, vara stiftsstyrelsen i aktuellt stift tillhanda senast den 15 april valåret.
För nomineringsgrupper som ställer upp på nationell nivå måste ansökan, tillsammans med namnunderskrifterna, vara Kyrkostyrelsen tillhanda senast den 15 april valåret.
En nomineringsgrupp som är registrerad på val till nationell nivå är också samtidigt registrerad till val på regional och lokal nivå. Likaså är en nomineringsgrupp som är registrerad för val på regional nivå samtidigt registrerad för val på lokal nivå.